# Red Vial Litoral Central
La Autovía Litoral Central es la denominación de la Autovía Chilena de Peaje, que recorre la Región de Valparaíso, en el Valle Central de Chile, desde Algarrobo, San Antonio y Casablanca. En la Autovía, destacan los Viaductos Cartagena y Las Pataguas.
Corresponde a la Concesión Litoral Central S.A.

## Autovía Litoral Central

### Sectores en Autovía
- Algarrobo·Aguas Buenas 24,04 km de calzada simple y doble.
- Algarrobo·Casablanca 33,38 km de calzada simple.
- Orrego·Variante Las Pataguas 24 km de calzada simple.

### Enlaces del Ramal Algarrobo-Aguas Buenas
- Autopista del Sol
- kilómetro 0 San Antonio (Chile)·Aguas Buenas·Autopista del Sol (Chile).
- kilómetro 2 Cartagena (Chile).
- kilómetro 3 San Sebastián (Chile).
- kilómetro 7 Variante Las Pataguas·Casablanca (Chile)·Lo Abarca.
- kilómetro 12 Las Cruces (Chile).
- kilómetro 15 El Tabo·Isla Negra.
- kilómetro 19 El Quisco·Isla Negra·Punta de Tralca·El Totoral.
- kilómetro 23 Algarrobo (Chile).
- Ramal Algarrobo-Casablanca

### Enlaces del Ramal Algarrobo-Casablanca
- Autopista del Pacífico
- kilómetro 0 Autopista del Pacífico.
- kilómetro 3 Casablanca (Chile).
- kilómetro 9 Orrego.
- kilómetro 33 Algarrobo (Chile).
- Ramal Algarrobo-Cartagena-San Antonio

### Enlaces del Ramal Orrego-Variante Las Pataguas
- Ramal Algarrobo-Casablanca
- kilómetro 0 Orrego.
- kilómetro 24 Variante Las Pataguas.
- Ramal Algarrobo-Cartagena-San Antonio

### Plazas de Peajes
- kilómetro 15 Troncal Orrego (Desde Ruta CH-68).
- kilómetro 45 Lateral Las Cruces (Desde Ruta CH-68).
- kilómetro 47 Troncal Las Cruces (Desde Ruta CH-68).
- kilómetro 19 Troncal Lagunillas (Desde Ruta CH-68).